# Hiragana
Hiragana (japanisch 平仮名 oder ひらがな) ist eine japanische Silbenschrift (genauer Morenschrift), neben Kanji und Katakana eine der drei Schriften der japanischen Sprache. Jedes Hiragana-Zeichen steht als Syllabogramm entweder für einen Vokal oder für einen Konsonanten mit folgendem Vokal, mit der Ausnahme des später hinzugefügten Zeichens ん, das einen Nasallaut repräsentiert.

## Verwendung
In einem typischen japanischen Satz werden die drei Schriften jeweils für verschiedene Satzelemente verwendet. Nomen stehen typischerweise in Kanji oder in Katakana (bei Lehnwörtern). Bei den Verben wird nur der Wortstamm in Kanji geschrieben, während die Okurigana, der grammatische Teil, der hinten angehängt wird, in Hiragana steht (Japanisch ist eine agglutinierende Sprache). Zum grammatischen Teil gehören auch Hilfsverben wie suru und aru, die so gut wie nie mit Kanji geschrieben werden, obwohl es Kanji für diese Wörter gibt. Partikeln werden ebenfalls in Hiragana geschrieben.
In japanischen Zeichenwörterbüchern wird mit Hiragana die Kun-Lesung geschrieben, während für die On-Lesung Katakana verwendet werden. Hiragana werden weiterhin verwendet, um seltene Kanji oder ungewöhnliche Kanji-Lesungen zu verdeutlichen. Die Aussprache waagerecht geschriebener Zeichen steht dann in Hiragana über dem Schriftzeichen, bei senkrechter Schreibung wird sie rechts daneben platziert. Diese Aussprachehilfen werden als Furigana bezeichnet. In Schulbüchern der mittleren Stufe und in Büchern, die für ein breiteres Publikum gedacht sind, werden Furigana verwendet. In wissenschaftlichen Artikeln und Lexika werden beim erstmaligen Auftreten von Namen ebenfalls Furigana verwendet.
Im Unterschied zu einem Alphabet gibt es für die japanischen Silben keine eindeutig festgelegte Reihenfolge. Heute wird für solche Zwecke zwar meist die 50-Laute-Tafel verwendet, doch gibt es auch andere Ordnungsverfahren, beispielsweise das Iroha-Gedicht, die früher Verwendung fanden und auch noch heute finden.
Hiragana sind die ersten Schriftzeichen, die japanische Schulkinder lernen. Die gehobeneren Grundschulen verlangen, dass die Kinder bereits zur Einschulung die Hiragana beherrschen, weswegen viele Kinder die Hiragana schon im Kindergarten lernen. Kinderbücher sind ganz in Hiragana gehalten oder enthalten nur vereinzelte, einfache Kanji, versehen mit der Lesung in Furigana.

## Die Hiragana-Silben
Der Grundstock an Hiragana-Silben besteht aus einem Satz von ehemals 50 Zeichen, von denen heute noch 45 regulär im Gebrauch sind, eine weitere Silbe, ん, kam später dazu.
Zusätzlich gibt es zwei diakritische Zeichen: Mit dem dakuten (゛) wird ein stimmloser Konsonant in einen stimmhaften gewandelt, k→g, t→d, s→z und h→b. Mit dem handakuten (゜) wird ein h in ein p verwandelt. In der Heian-Zeit, als die Hiragana entwickelt wurden, wurden die Konsonanten der H-Reihe mehr wie p ausgesprochen, durch eine Lautverschiebung wurde der Konsonant jedoch immer weiter abgeschwächt. Das handakuten markiert sozusagen die ursprüngliche Aussprache.
Zusätzlich erweitert wird die Silbenauswahl, indem an die Hiragana der i-Spalte ein kleines ya, yu oder yo angefügt wird. Dadurch wird der Vokal i zu einem j palatalisiert. Die so gebildeten Silben werden im Japanischen als yōon bezeichnet.
Ein kleines tsu っ, genannt Sokuon, verwandelt dagegen den folgenden Konsonanten in einen Doppelkonsonanten (Gemination). In der Hepburn-Transkription wird dies als doppelter Konsonant geschrieben.
Bei doppelten Vokalen wird ein weiteres a, i, u, e oder o an das vorangehende Hiragana angehängt. Hier gilt es zu beachten, dass hinter einem o ein u zur Verlängerung verwendet wird (z. B. bei gakkou), sowie hinter einem e vereinzelt auch ein i. In der Romaji-Schriftsprache trifft man darüber hinaus auf eine hochgestellten Querstrich oder Längestrich über dem Vokal, also beispielsweise gakkō.
Bei der Wiedergabe von gesprochener Sprache wie Interjektionen werden langgezogene Laute manchmal durch kleine angefügte Vokale repräsentiert (はぁ, ねぇ). Dies geschieht vor allem bei der Wiedergabe von gesprochenen Worten (z. B. in Manga oder Werken aus dem Bereich Trivialliteratur). Ebenso verwenden junge Japaner diese kleinen Vokal-Silben, wenn sie mittels E-Mail über ihr Mobiltelefon miteinander kommunizieren. In der regulären japanischen Hochsprache sind diese Form der Silben nicht zu finden.
Seit den Schriftreformen 1900 und 1945 finden die Hiragana ゐ wi und ゑ we offiziell keine Verwendung mehr. Das う u mit dakuten (ゔ) wurde vor wenigen Jahrzehnten eingeführt, um ein w [βu] in Fremdwörtern darstellen zu können, zum Beispiel im Wort „Venus“ (ヴィーナス). Da Lehnworte meist in Katakana geschrieben werden, wird es bei Hiragana allerdings nicht verwendet.

## Tabelle aller Hiragana-Silben
Die folgende Tabelle listet auf der Grundlage der 50-Laute-Tafel alle Hiragana und ihre Transkription nach dem Hepburn-System auf.
| 0 | a                                                                | i                                                                | u                                                                | e                                                                | o                                                                | ya                                                         | yu                                                         | yo                                                         |
|   | Einzelgraphen (Gojūon)                                           | Einzelgraphen (Gojūon)                                           | Einzelgraphen (Gojūon)                                           | Einzelgraphen (Gojūon)                                           | Einzelgraphen (Gojūon)                                           | Digraphen (Yōon)                                           | Digraphen (Yōon)                                           | Digraphen (Yōon)                                           |
| ∅ | あ a                                                             | い i                                                             | う u                                                             | え e                                                             | お o                                                             |                                                            |                                                            |                                                            |
| k | か ka                                                            | き ki                                                            | く ku                                                            | け ke                                                            | こ ko                                                            | きゃ kya                                                   | きゅ kyu                                                   | きょ kyo                                                   |
| s | さ sa                                                            | し shi                                                           | す su                                                            | せ se                                                            | そ so                                                            | しゃ sha                                                   | しゅ shu                                                   | しょ sho                                                   |
| t | た ta                                                            | ち chi 1                                                         | つ tsu                                                           | て te                                                            | と to                                                            | ちゃ cha                                                   | ちゅ chu                                                   | ちょ cho                                                   |
| n | な na                                                            | に ni                                                            | ぬ nu                                                            | ね ne                                                            | の no                                                            | にゃ nya                                                   | にゅ nyu                                                   | にょ nyo                                                   |
| h | は ha                                                            | ひ hi                                                            | ふ fu                                                            | へ he                                                            | ほ ho                                                            | ひゃ hya                                                   | ひゅ hyu                                                   | ひょ hyo                                                   |
| m | ま ma                                                            | み mi                                                            | む mu                                                            | め me                                                            | も mo                                                            | みゃ mya                                                   | みゅ myu                                                   | みょ myo                                                   |
| y | や ya                                                            | (𛀆 yi ) 2                                                       | ゆ yu                                                            | (𛀁 ye ) 2                                                       | よ yo                                                            |                                                            |                                                            |                                                            |
| r | ら ra                                                            | り ri                                                            | る ru                                                            | れ re                                                            | ろ ro                                                            | りゃ rya                                                   | りゅ ryu                                                   | りょ ryo                                                   |
| w | わ wa                                                            | (ゐ i/wi ) 3                                                     | (𛄟 wu ) 2                                                       | (ゑ e/we ) 3                                                     | を wo                                                            |                                                            |                                                            |                                                            |
| * | ん n                                                             | ん n                                                             | ん n                                                             | ん n                                                             | ん n                                                             |                                                            |                                                            |                                                            |
|   | Einzelgraphen mit Diakritika (Gojūon mit Dakuten und Handakuten) | Einzelgraphen mit Diakritika (Gojūon mit Dakuten und Handakuten) | Einzelgraphen mit Diakritika (Gojūon mit Dakuten und Handakuten) | Einzelgraphen mit Diakritika (Gojūon mit Dakuten und Handakuten) | Einzelgraphen mit Diakritika (Gojūon mit Dakuten und Handakuten) | Digraphen mit Diakritika (Yōon mit Dakuten und Handakuten) | Digraphen mit Diakritika (Yōon mit Dakuten und Handakuten) | Digraphen mit Diakritika (Yōon mit Dakuten und Handakuten) |
| g | が ga                                                            | ぎ gi                                                            | ぐ gu                                                            | げ ge                                                            | ご go                                                            | ぎゃ gya                                                   | ぎゅ gyu                                                   | ぎょ gyo                                                   |
| z | ざ za                                                            | じ ji                                                            | ず zu                                                            | ぜ ze                                                            | ぞ zo                                                            | じゃ ja                                                    | じゅ ju                                                    | じょ jo                                                    |
| d | だ da                                                            | ぢ ji/dji/jyi                                                    | づ zu/dzu                                                        | で de                                                            | ど do                                                            | (ぢゃ ja/dja ) 4                                           | (ぢゅ ju/dju ) 4                                           | (ぢょ jo/djo ) 4                                           |
| b | ば ba                                                            | び bi                                                            | ぶ bu                                                            | べ be                                                            | ぼ bo                                                            | びゃ bya                                                   | びゅ byu                                                   | びょ byo                                                   |
| p | ぱ pa                                                            | ぴ pi                                                            | ぷ pu                                                            | ぺ pe                                                            | ぽ po                                                            | ぴゃ pya                                                   | ぴゅ pyu                                                   | ぴょ pyo                                                   |

Diese Hiragana wurden nie von der breiten Masse verwendet und sind bereits zur Meiji-Zeit aus den Hiraganatafeln verschwunden. Das Zeichen 𛄟 () (wu) wurde in den Unicode-Standard aufgenommen. So ist z. B. unklar, ob wu von 汙 oder von 㐵 abstammt. 𛀁 (ye) befindet sich seit Unicode Version 6.0 unter dem Namen „Hiragana Letter Archaic Ye“ im Standard, da es die ursprünglich rekonstruierte Form des eigentlichen altjapanischen /ye/-Lautes ist; え (e) hingegen repräsentierte den /e/-Laut.
| Ursprungskanji      | 衣  | 江   |
| ------------------- | --- | ---- |
| Hist. Aussprache    | /e/ | /je/ |
| Hiragana            | え  | 𛀁   |
| Katakana            | 𛀀  | エ   |
| Aktuelle Aussprache | /e/ | /e/  |

Hiragana 𛀆 (yi), welches der Grasschriftform von 以 entlehnt wurde, wurde dem Standard mit Version 10.0 hinzugefügt. Da eine Unterscheidung zwischen der Verwendung als Hentaigana und als transkriptives Hiragana nicht vorgenommen werden konnte, befindet es sich so wie ye im „Extended Kana Block“. Zur Darstellung der beiden Zeichen sind spezielle Schriftarten erforderlich, da die meisten Schrifthersteller diese beiden Zeichen mitsamt dem gesamten Hentaigana-Block nicht unterstützen. Die Installation einer speziellen Schriftart wie UniHentaiKana, Hanazono Mincho ADFKO sowie Uraniwa Minchō X ist deshalb zwingend erforderlich, um diese Zeichen darzustellen.
Aufgrund der Lautverschiebung über die Zeit z. B. bei ゐ von /ɰi/ nach /ji/ und schließlich nach /i/ sind diese beiden Silben mit い und え zusammengefallen, sodass diese in der Vorkriegsliteratur nur noch visuell zur Distinktion der ursprünglich unterschiedlichen Phoneme dienten. Aus diesem Grund ist neben „we/e“ auch „wye“ als Transkription für ゑ verbreitet. z. B. ゐる (wiru) statt いる (iru). Die Nachwirkungen der vormaligen Unterscheidung von ゑ und え lässt sich heute noch am Beispiel von ゑん (円) heute えん sehen, welches im Ausland immer noch als „Yen“, nicht aber als „En“ bekannt ist.

## Orthographie
Nach den Schriftreformen der Jahre 1900 und 1945 wird Japanisch mit Hiragana und Katakana im Wesentlichen so geschrieben, wie es gesprochen wird. Die drei wichtigsten Ausnahmen sind die Partikeln は,を und へ, geschrieben ha, wo und he, gesprochen wa, o und e. In diesen drei Fällen hat man die historische Schreibung beibehalten, obwohl sich die Aussprache seit dem 8. Jahrhundert verändert hatte.
Schwieriger ist die japanische Orthographie (仮名遣い kanazukai) bei den Okurigana. Es werden also Silben, die nicht mehr zur Lesung des Kanji gehören (beispielsweise Verb-Endungen etc.), mit Hiragana ausgeschrieben. Oft ist es auch der Fall, dass ein Kanji mehrere Lesungen besitzt, und dass verschiedene Verben mit dem gleichen Kanji geschrieben werden. Beispiele für solche sind die Paare 乗る noru „einsteigen“ und 乗せる noseru „jmd. an Bord nehmen“ (siehe transitive und intransitive japanische Verben) oder 行く iku „gehen“ und 行う okonau „etw. stattfinden lassen/veranstalten“.
Es gibt jeweils zwei Hiragana für ji (じ und ぢ) und für zu (ず und づ). Diese beiden sind jedoch nicht untereinander austauschbar. Üblicherweise werden じ für ji und ず für zu verwendet, es gibt jedoch Ausnahmen. Wird eine Silbe erst durch rendaku stimmhaft, wird die ursprüngliche Silbe mit dem dakuten versehen. Beispielsweise wird 血 „Blut“ ち chi gelesen, wenn es allein steht. Im Kompositum 鼻血 „Nasenbluten“ wird die zweite Silbe stimmhaft, also wird es hanaji gelesen und はなぢ geschrieben, das ち wird also beibehalten. Bei einigen Wörtern, die nach Kun-Lesung gelesen werden, tritt die Silbenkombination chiji oder tsuzu auf, hier wird in der Hiraganaschreibung immer das Schriftzeichen der ersten Silbe mit einem dakuten versehen wiederholt. Beispiele sind chijimeru 縮める „verkürzen“ und tsuzuku 続く „andauern“.
Der chōon (ー), ein Längungsstrich für Vokale, sollte nach den Orthographieregeln nur bei Katakana angewendet werden, allerdings findet man bisweilen Schilder wie らーめん (Rāmen), die sich darüber hinwegsetzen. Auch im Manga wird diese Regel häufig ignoriert.

## Geschichte

Oben: chinesische Regelschrift;
Mitte (rot): Grasschrift;
unten: heutige Hiragana

Sowohl Hiragana als auch Katakana wurden aus den Man’yōgana entwickelt, einer Auswahl chinesischer Schriftzeichen, die nach Aussprache und nicht nach Bedeutung verwendet wurden. Die Katakana entwickelten sich durch das Weglassen von Zeichenelementen aus der Regelschrift, die auch als „Männerschrift“ (男手 otokode) galt. Gleichzeitig wurden auch die Hiragana entwickelt, allerdings aus einer anderen kalligraphischen Form, der ästhetischen, geschwungenen Kursivschrift, der sogenannten Grasschrift oder auch Frauenschrift (女手 onnade). In der Grasschrift fließen alle Einzelstriche eines Zeichens zu einem einzigen zusammen, was auch in den heutigen Hiragana noch erkennbar ist.
Die Grasschrift wurde von den Hofdamen in Heian-kyō gepflegt, und auch die literarischen Werke dieser Frauen, wie das Genji Monogatari, sind in Kanji und Hiragana gehalten.
Später wurden die Hiragana auch von Männern übernommen, und Hiragana wurden vor allem für persönliche Aufzeichnungen und Korrespondenz eingesetzt, während offizielle Dokumente in Kanji und Katakana geschrieben wurden.
In der Edo-Zeit entwickelte sich dann eine eigene Literaturgattung, die ganz in Hiragana gehalten war, die Kanahon und Kanazōshi. Sie diente zur Unterhaltung der gewachsenen städtischen Bevölkerungsschicht. Durch Tempelschulen (Terakoya) erreichte Japan eine für die damalige Zeit hohe Alphabetisierungsrate; man schätzt, dass um 1850 herum, vor der Öffnung, 50 % der Männer und 20 % der Frauen lesen und schreiben konnten, zumindest Hiragana.
Mit den Schriftreformen 1900 und 1945 erhielt die japanische Sprache dann ihre heutige Form. Die Hiragana wurden die Standardschrift für Okurigana und Partikeln, während die Rolle der Katakana auf die Transkription und weitere „Sonderaufgaben“ reduziert wurde.
Die Schriftreform aus dem Jahre 1900 hatte noch andere Folgen: Die Kleinschreibung der Silben ya, yu, yo und tsu wurde eingeführt. Die historischen Hiragana waren auch nicht vollständig einheitlich; für viele Silben gab es mehrere Zeichen, die aus unterschiedlichen chinesischen Schriftzeichen abgeleitet waren. Erst im Jahre 1900 wurde das System standardisiert. Die abweichenden Zeichen werden seitdem als Hentaigana bezeichnet. Im üblichen Schriftgebrauch spielen die Hentaigana keine Rolle mehr, man findet sie allerdings manchmal noch auf den Schildern von Restaurants mit traditioneller japanischer Küche oder auf handschriftlichen Dokumenten von japanischen Traditionsvereinen.

## Hiragana im Unicode
Im Unicode sind die Hiragana zwischen U+3040 und U+309F gesetzt:
|        | 0  | 1  | 2  | 3  | 4  | 5  | 6  | 7  | 8  | 9  | A  | B  | C  | D  | E  | F  |
| ------ | -- | -- | -- | -- | -- | -- | -- | -- | -- | -- | -- | -- | -- | -- | -- | -- |
| U+304x |    | ぁ | あ | ぃ | い | ぅ | う | ぇ | え | ぉ | お | か | が | き | ぎ | く |
| U+305x | ぐ | け | げ | こ | ご | さ | ざ | し | じ | す | ず | せ | ぜ | そ | ぞ | た |
| U+306x | だ | ち | ぢ | っ | つ | づ | て | で | と | ど | な | に | ぬ | ね | の | は |
| U+307x | ば | ぱ | ひ | び | ぴ | ふ | ぶ | ぷ | へ | べ | ぺ | ほ | ぼ | ぽ | ま | み |
| U+308x | む | め | も | ゃ | や | ゅ | ゆ | ょ | よ | ら | り | る | れ | ろ | ゎ | わ |
| U+309x | ゐ | ゑ | を | ん | ゔ | ゕ | ゖ |    |    | ゙   | ゚   | ゛ | ゜ | ゝ | ゞ | ゟ |

Der Hiragana-Block enthält alle in der modernen Sprache verwendeten Hiragana-Zeichen, inklusive der kleinen Vokale, der Yōon-Kana, das sokuon-tsu, die historischen wi und we. Alle üblichen Kombinationen aus Hiragana und den diakritischen Zeichen dakuten und handakuten existieren ebenfalls als eigenständiges Zeichen, genauso wie das eigentlich nicht verwendete u mit dakuten.
Die diakritischen Zeichen sind zusätzlich als eigenständige Zeichen aufgenommen, U+3099 und U+309A. Durch die Unicode-Kombinationsregeln können so auch Hiragana mit den diakritischen Zeichen versehen werden, wo dies nicht üblich ist. U+309B und U+309C sind noch einmal die beiden diakritischen Zeichen, diesmal jedoch als eigenständige Zeichen und nicht zur Kombination. Zusätzlich gibt es die bei Zählwörtern verwendeten kleinen ka (U+3095) und ke (U+3096), und den Digraph より yori (U+309F), der manchmal in der senkrechten Schreibweise verwendet wird. U+3040, U+3097 und U+3098 sind nicht belegt, um Platz für mögliche Ergänzungen zu haben.